# Emilio de Villota
Emilio de Villota Ruíz, španski dirkač Formule 1, * 26. julij 1946, Madrid, Španija.

## Življenjepis
Debitiral je v sezoni 1976, ko je nastopil le na domači dirki za Veliko nagrado Španije, kjer se mu ni uspelo kvalificirati na dirko. V naslednji sezoni 1977 je nastopil na sedmih dirkah, dvakrat pa se mu je uspelo kvalificirati na dirko, na Veliko nagrado Španije, kjer je s trinajstim mestom dosegel svoj najboljši rezultat v karieri, in Veliko nagrado Avstrije, kjer je bil sedemnajsti. Nastopil je še na nekaterih dirkah v sezonah 1978, 1981 in 1982, toda ni dosegel uvrstitve. Mnogo uspešneje je tekmoval v prvenstvu Britanske Formule 1, kjer je v sezoni 1978 osvojil tretje mesto v prvenstvu s tremi uvrstitvami na stopničke, v sezoni 1979 je  s štirimi zmagami ponovil tretje mesto v prvenstvu, v sezoni 1980 pa je s šestimi zmagami, še tremi uvrstitvami na stopničke, šestimi najboljšimi štartnimi položaji in štirimi najhitrejšimi krogi osvojil naslov prvaka.

## Popolni rezultati Formule 1
(legenda) (odebeljene dirke pomenijo najboljši štartni položaj, poševne pa najhitrejši krog, †-uvrščen kljub odstopu)
| Leto | Moštvo            | Šasija        | Motor       | 1    | 2   | 3    | 4       | 5        | 6        | 7        | 8       | 9        | 10     | 11      | 12     | 13  | 14      | 15  | 16  | 17  | Prv | Toč |
| ---- | ----------------- | ------------- | ----------- | ---- | --- | ---- | ------- | -------- | -------- | -------- | ------- | -------- | ------ | ------- | ------ | --- | ------- | --- | --- | --- | --- | --- |
| 1976 | RAM Racing        | Brabham BT44B | Cosworth V8 | BRA  | JAR | ZZDA | ŠPA DNQ | BEL      | MON      | ŠVE      | FRA     | VB       | NEM    | AVT     | NIZ    | ITA | KAN     | ZDA | JAP |     | -   | 0   |
| 1977 | Iberia Airlines   | McLaren M23   | Cosworth V8 | ARG  | BRA | JAR  | ZZDA    | ŠPA 13   | MON      | BEL DNQ  | ŠVE DNQ | FRA      | VB DNQ | NEM DNQ | AVT 17 | NIZ | ITA DNQ | ZDA | KAN | JAP | -   | 0   |
| 1978 | Centro Asegurador | McLaren M23   | Cosworth V8 | ARG  | BRA | JAR  | ZZDA    | MON      | BEL      | ŠPA DNQ  | ŠVE     | FRA      | VB     | NEM     | AVT    | NIZ | ITA     | ZDA | KAN |     | -   | 0   |
| 1981 | Banco Occidental  | Williams FW07 | Cosworth V8 | ZZDA | BRA | ARG  | SMR     | BEL      | MON      | ŠPA EX   | FRA     | VB       | NEM    | AVT     | NIZ    | ITA | KAN     | LVE |     |     | -   | 0   |
| 1982 | LBT Team March    | March 821     | Cosworth V8 | JAR  | BRA | ZZDA | SMR     | BEL DNPQ | MON DNPQ | VZDA DNQ | KAN DNQ | NIZ DNPQ | VB     | FRA     | NEM    | AVT | ŠVI     | ITA | LVE |     | -   | 0   |